# Мария Захарова
Мария Владѝмировна Заха̀рова (на руски: Мари́я Влади́мировна Заха́рова) е руски дипломат, говорител на Министерството на външните работи на Руската федерация, кандидат на науките.

## Биография
Мария Захарова е родена на 24 декември 1975 г. в Москва. Тя прекарва детството си в Пекин, където баща ѝ работи като дипломат в началото на 1980–те г.
Баща ѝ е Владимир Юриевич Захаров – дипломат, ориенталист, роден през 1948 г. в Москва. През 1971 г. той завършва Ленинградския държавен университет с „китайски език и литература“, а през 1972 г. – Военния институт за чужди езици, специалност „чужди езици“. В периода 1971 – 2014 г. той работи в Министерството на външните работи на СССР / Русия.
Майка ѝ е Ирина Владиславовна Захарова, родена през 1949 г. През 1977 г. завършва Историческия факултет на Московския държавен университет, а след това започва да работи в Музея за изящни изкуства Пушкин, а сега старши сътрудник в катедрата по естетично образование, защитава през 1994 г. в Руската академия на изкуствата дисертация на тема „традиционните основни китайски народни играчки“. Заслужил артист на Русия, член на Съюза на художниците Москва.
През 1998 г. Мария Захарова завършва и факултета по международна журналистика, по специалности „ориенталистика“ и „журналистика“, където в студентските си години работи в пресцентъра на Министерството на външните работи, а в последната година изкарва практика в руското посолство в Китай.
От 1998 г. работи в „Дипломатически вестник“ на руското външно министерство, а след това във външно министерство на Русия.
През 2003 г. в Университета на дружбата на народите, под надзора на доктора на историческите науки, професор А. А. Маслов, защитава дисертация за степента на кандидат на историческите науки на тема „Трансформация на символиката на традиционния празник на Нова година в Китай днес. Последната четвърт на XX век“.
От 2003 до 2005 г. е ръководител на медийния отдел на оперативен мониторинг в областта на информацията и печата на външно министерство на Русия.
От 2005 г. до 2008 г. е прессекретар на постоянното руско представителство в Организацията на обединените нации в Ню Йорк.
От 2008 до 2011 г. е началник на отдел информация и печат на външно министерство. От 2011 г. до 10 август 2015 г. е заместник-началник. През 2014 г. е наградена с „Премия Рунета“ в категорията „култура, медии и масова комуникация“.
На 10 август 2015 г. Захарова е назначена за говорител на Министерство на външните работи на Руската федерация, ставайки първата жена в историята на поста. На тази позиция, тя провежда седмични брифинги за журналисти, като прави официални изявления и коментари от името на Министерството на външните работи на Руската федерация.
Член е на организационния комитет за подготовка на евразийския женски форум, който се провежда на 24 – 25 септември 2015 г. в Санкт Петербург.
На 22 декември 2015 г. получава дипломатически ранг на извънреден и пълномощен посланик втори клас.
Член на Съвета за външна и отбранителна политика на Русия.
Освен родния си руски, владее английски и китайски език.
На 26 януари 2017 г. Захарова получава първият си орден. В Кремъл Орденът на дружбата ѝ е присъден от руския президент Владимир Путин. На церемонията по награждаването на 30 известни държавни и обществени фигури, сред които е и Захарова, Путин отбелязва, че всички получатели характеризират с най-високо ниво на умения, способност да работят с пълна отдаденост и най-важното, да постигнат целите си.

### Личен живот
Съпругът ѝ е Андрей Михайлович Макаров, бизнесмен. Двойката сключва брак на 7 ноември 2005 г. в Ню Йорк, където Мария работи тогава. Дъщеря ѝ Мариана е родена през август 2010 г.
Мария Захарова е активен потребител на социалните мрежи, пише и поезия.

## Награди и признание
- Орден на дружбата (2017).[20]
- Почетна грамота на президента на Руската федерация (2013).
- Награда на Съюза на журналистите „За откритостта на пресата“ (2016)[21].
- Шесто място в руските жени на годината (март 2015 г. – март 2016 г.).[22]
- Второ място в класацията на цитираните сред руските блогъри (2016).[23]
- В класацията на стоте най-влиятелни жени в света през 2016 г., според BBC.[24]
- „Грамота за доверие на журналистическата общност в Русия“ от Съюза на журналистите на Русия (9 февруари 2017 г.) – „за откритост в работата с медиите“.[25]

## Научни трудове
- Алешина И., Захарова М. В. Игрушки и праздники [о традициях и обычаях китайцев] // Азия и Африка сегодня. (2000)
- Захарова М. В. Чуньцзе – праздник Нового года [Китай] // Проблемы Дальнего Востока. (2000)
- Захарова М. В. Храмовые ярмарки в современном Китае // Проблемы Дальнего Востока. (2010)